# José de Camargo Barros
Dom José de Camargo Barros (Indaiatuba, 24 de abril de 1858 — mar Mediterrâneo, 4 de agosto de 1906) foi um bispo católico brasileiro. Foi o primeiro bispo de Curitiba e o 12º bispo de São Paulo.

## Biografia
Filho de João Batista de Camargo Barros e de Gertrudes de Assunção Camargo. Faleceu aos 48 anos, no naufrágio do navio Sírio, que veio a pique próximo ao Cabo de Palos, no litoral da Espanha. Seu corpo não foi encontrado, sendo-lhe dedicado um cenotáfio na cripta da catedral de São Paulo. Neste mesmo navio estava Dom José Marcondes Homem de Melo que fora ordenado bispo, em Roma, por Dom José e outros prelados, que estavam retornando de Roma, onde haviam feito a Visita ad limina ao Papa São Pio X. Dom José Marcondes Homem de Melo, arcebispo do Pará, sobreviveu ao naufrágio. Foi conde romano.

## Estudos
Fez seus primeiros estudos em escolas de Itu e Sorocaba. Em 1875 foi admitido no Colégio São Luís, dos jesuítas, de Itu, donde foi encaminhado para o Seminário Episcopal de Dom Lino Deodato de Carvalho, sendo admitido em 1877.

## Presbiterado
Foi ordenado sacerdote a 13 de março de 1883, na Capela do Seminário, em Curitiba, por imposição das mãos de Dom Lino Deodato Rodrigues de Carvalho. Por quatro anos, foi professor do Seminário, em Curitiba, onde ocupou o cargo de mestre de disciplina. Depois, foi nomeado pároco da matriz de Santa Ifigênia. Literato e jornalista, fundou o semanário “O Lidador”, o “Boletim Eclesiástico”, o “Mensageiro de Santo Antônio”, “O Cruzeiro do Sul”, “A Sineta de Deus” e “A Estrela”

## Episcopado
O Papa Leão XIII designou Dom José para ser o primeiro Bispo de Curitiba, no dia 16 de janeiro de 1894, aos 35 anos.
Foi sagrado bispo, em Roma, na capela do Colégio Pio Latino Americano, no dia 24 de junho de 1894, pelas mãos de S. Ema. Revma. Lucido Maria Cardeal Parocchi, sendo consagrantes: D. Joaquim Arcoverde de Albuquerque Cavalcanti, então bispo coadjutor de São Paulo e D. Eduardo Duarte e Silva, então bispo de Goiás. Após ser sagrado, voltou rapidamente ao Brasil, para participar da missa de sétimo dia de Dom Lino. Fez sua entrada solene na catedral de Curitiba no dia 30 de setembro de 1894.
No dia 9 de novembro de 1903 o São Pio X nomeou Dom José para ser o 12º Bispo de São Paulo, sucedendo a Dom Antônio Cândido Alvarenga. Dom José tomou posse da diocese e fez sua entrada solene na catedral no dia de seu aniversário, 24 de abril de 1904. Dom José foi sucedido por Dom Duarte Leopoldo e Silva tanto na Diocese de Curitiba como na Diocese de São Paulo.

## Ordenações episcopais
Dom José foi sagrante  de Dom José Marcondes Homem de Melo.